# 區偉麟
區偉麟（英語：Alan Au Wai Lun，1963年3月18日—），香港男藝人，1980年代曾為無綫電視藝員，有「情歌王子」之稱號。

## 背景
區偉麟的名字由外公所改，有一名胞妹，早年在九龍大坑西邨成長，就讀聖方濟各英文小學及聖士提反書院。自小已受外公薰陶學習詩詞歌賦，小學至中學階段的成績名列前茅（前10名），中學時曾到香港大會堂演出劇目《國王與我》。他後來於香港中學會考中考獲較差的成績，因為他不能是以強記方式而需要融會貫通地學習的學生。在1984年於加拿大就讀大學期間返港參加由無綫電視主辦的《第三屆新秀歌唱大賽》，以林子祥一曲《莫再悲》入圍決賽前十五名，落敗後獲羅致安排進入第二期藝員訓練班與陳庭威為同期學員並簽了三年合約成為旗下藝員，1986年無綫電視開拍古裝武俠劇《神劍魔刀》，起用七位新人歐瑞偉、區偉麟、吳茜薇、蔡嘉利、劉碧儀、王敏明及張美智，被稱為「銀河七星」予以力捧，其後遭雪藏冷待約滿後於1991年轉行任職保險行業，2015年起復出演藝界參與音樂會及舞台劇演出。

## 個人生活
區偉麟在1993年與同是「銀河七星」女友王敏明結婚，至2015年其妻病逝。

## 演出作品

### 電視劇（無綫電視）
| 年份   | 劇名              | 角色           |
| 1985年 | 我愛伊人          |                |
| 1985年 | 薛仁貴征東        |                |
| 1985年 | 光怪陸離-外慕     |                |
| 1985年 | 中四丁班          | 中四學生       |
| 1985年 | 楚河漢界          |                |
| 1985年 | 大厦              |                |
| 1985年 | 六指琴魔          |                |
| 1985年 | 開心女鬼          |                |
| 1986年 | 遁甲奇兵          |                |
| 1986年 | 銀色旅途          |                |
| 1986年 | 執位夫妻          |                |
| 1986年 | 愛情全盒          |                |
| 1986年 | 城市故事          | Alex           |
| 1986年 | 賊公阿牛          |                |
| 1986年 | 林冲              |                |
| 1986年 | 神劍魔刀          | 白展文         |
| 1987年 | 鄭成功            | 永歷           |
| 1987年 | 杜心五            |                |
| 1987年 | 成吉思汗          | 孛干           |
| 1987年 | 大明群英          | 朱棣（明成祖） |
| 1987年 | 新紮師兄1988      |                |
| 1988年 | 誓不低頭          |                |
| 1988年 | 都市方程式        | 阿豬           |
| 1988年 | 大茶園            |                |
| 1988年 | 留住明天          | 李日勤         |
| 1988年 | 衰鬼迫人          |                |
| 1988年 | 當代男兒          |                |
| 1988年 | 洪熙官            | 胡惠乾         |
| 1988年 | 太平天國          | 左宗棠         |
| 1989年 | 義不容情          | 鄧先生         |
| 1989年 | 人海虎鯊          | 梅思聰         |
| 1991年 | 打工貴族-最後落日 |                |

### 電視劇（Viu TV）
| 年份   | 劇名    | 角色   |
| 2024年 | 打天下2 | 李軍達 |

### 電視節目

#### 主持
- 2015年 《跳躍夢工場》（有線電視132頻道 吉本東風台）

#### 嘉賓
- 2016年 《創世日誌》（創世電視）第312-313集
- 2017年 《你是主角》（創世電視）第28集
- 2018年 《今晚見》（ATV亞視數碼媒體A1台）第34集
- 2019年 《電視撈飯》（創世電視）第8集

## 舞台演出

#### 演唱會/音樂會
| 年份           | 名稱                                                | 場地                |
| 2014年4月20日  | 秋水伊人方伊琪金曲演唱會                            | 新光戲院大劇場      |
| 2014年11月8日  | 慈善音樂欣賞晚會                                    | 屯門大會堂演奏廳    |
| 2015年2月25日  | 喜氣盈盈金曲夜                                      | 荃灣大會堂演奏廳    |
| 2015年9月3日   | 長者懷舊金曲 抗戰勝利70周年音樂會                   | 荃灣大會堂演奏廳    |
| 2016年2月6日   | 區偉麟演唱會2016 （页面存档备份，存于）             | 北角新光戲院大劇場  |
| 2016年8月22日  | 二胡王子王憓經典電視電影金曲夜                      | 香港大會堂音樂廳    |
| 2018年1月2-3日 | 音樂過來人唱遊金曲50年演唱會 （页面存档备份，存于） | 旺角麥花臣場館      |
| 2019年1月15日  | 深水埗文藝金曲情                                    | 香港文化中心音樂廳  |
| 2019年12月20日 | 就是這點光聖誕祈禱音樂會                            | 柴灣青年廣場Y綜藝館 |
| 2020年1月13日  | 深水埗文藝金曲情                                    | 香港文化中心音樂廳  |

#### 舞台劇/音樂劇
| 年份                   | 劇目              | 場地               |
| 2017年7月20-21日       | 路 · 抉擇         | 西灣河文娛中心劇院 |
| 2018年1月19-21,25-27日 | 藝海唐生          | 上環文娛中心劇院   |
| 2018年3月10-11日       | 路 · 抉擇（重演） | 葵青劇院演藝廳     |
| 2018年10月25-28日      | 我愛喵星人        | 上環文娛中心劇院   |
| 2018年11月16-17日      | 白い花嫁          | 藝穗會地下劇場     |
| 2019年10月24-27日      | 藝海唐生（重演）  | 上環文娛中心劇院   |
| 2021年8月12-15日       | 十誡              | 上環文娛中心劇院   |

## 歌曲
- 2017年 《有福氣》（薛家燕、歐陽德勛、區偉麟）
- 2021年 《大家高興又過年》（邵音音、張武孝、蘇姍、方麗盈、區偉麟、白倩蘭、粉哥）